# Delacroix (cratère)
Pour les articles homonymes, voir Delacroix.
Delacroix est un cratère d'impact présent sur la surface de Mercure.
Le cratère fut ainsi nommé par l'Union astronomique internationale en 1979 en hommage au peintre français Eugène Delacroix.
Son diamètre est de 158 km. Il se situe dans le quadrangle de Michelangelo (quadrangle H-12) de Mercure.